# Ailee
Amy Lee (nombre coreano: Lee Yejin, hangul: 이예진, hanja: 李藝真; Denver, Colorado, 30 de mayo de 1989), más conocida por su nombre artístico Ailee (hangul: 에일리), es una cantante surcoreana-estadounidense. Acumulando éxitos en las ventas digitales de Corea del Sur, ha lanzado dos álbumes de estudio, cinco reproducciones extendidas, veintiún sencillos, seis de los cuales figuran entre los cinco primeros de la lista digital de Gaon. 
Lanzó su primer sencillo "Heaven" el 8 de febrero de 2012, alcanzando el número tres en Gaon, ganando sus premios como Mejor Artista Nuevo en Melon Music Awards, Golden Disc Awards , Gaon Chart Music Awards y los Seoul Music Awards. A lo largo de los años, ha ganado cuatro premios Mnet Asian Music Award a la Mejor Interpretación Vocal Femenina desde " U&I " en 2013, "Singing Got Better" en 2014, " Mind Your Own Business " en 2015, hasta " If You", "I Will Go to You Like the First Snow " lanzado en 2017 ganó varios premios y fue la canción de mayor éxito digital de ese año, convirtiéndose en el disco más vendido en películas y dramas en el mercado de discos de sonido coreano.

## Biografía
Ailee nació en Denver, Colorado el 30 de mayo de 1989, pero creció en Nueva Jersey. Si bien se graduó de Scotch Plains-Fanwood High School, ella se retiró de Pace University (donde estudiaba justicia criminal) para perseguir una carrera musical.
Se puso a cantar, y creó un canal en YouTube llamado "mzamyx3" y cuando sus amigos le dijeron que era una buena cantante, cambió a "aileemusic". Se mudó a Corea del Sur en el 2010 para continuar su carrera y estar más cerca de sus raíces.

## Carrera

### Predebut
Antes de su debut dentro del K-pop, Ailee era una artista de Muzo Entertainment, una agencia independiente con sede en Nueva York y Nueva Jersey, donde colaboró con varios artistas de la agencia como Johnnyphlo, quien también firmó en Corea del Sur, así como con el rapero Decipher.
Cuando se mudó a Corea del Sur en 2010, donde pasó una audición y se convirtió en una artista de YMC Entertainment. Durante sus días de aprendiz bajo YCM, participó en la canción de Wheesung "They Are Coming" lanzada el 9 de octubre de 2011. Ailee, junto con Jay Park, participaron en "Catch Me If You Can", canción de Decipher. Ailee actuó junto a Jay Park, Art of Movement, Johnnyphlo, Decipher y Clara C en el "ProjectKorea III" de la Universidad de Rutgers en 2011.
El 13 de septiembre de 2011, Ailee, junto a Wheesung, llevaron a cabo una actuación en el episodio especial por Chuseok del programa "Singer and Trainee" de MBC. La presentación de Ailee se sintió de inmediato en el público, quienes estaban sorprendidos de que ella actuara como una cantante profesional sin haber debutado oficialmente. Seguido de su actuación en solitario de "Halo" de Beyoncé, el cantante BMK expresó: "Donde quiera que vaya, ella tiene un gran potencial para ser una grande estrella. Ella definitivamente tiene la voz". Después de que los jueces calificaran a todos, Ailee ganó el primer lugar en el programa.
El 30 de enero de 2012, Ailee hizo su debut como actriz en el drama de KBS Dream High 2.
Ailee recibió el premio al mejor nuevo artista en los Melon Music Awards, Golden Disc Awards, Gaon Chart K-Pop Awards y los Seoul Music Awards. También ha recibido los premios a la Mejor Actriz Revelación y a las Cuatro Mejores Actuaciones Vocales Femeninas en los Premios Mnet de la Música Asiática por "U&I", "Singing Got Better", "Mind Your Own Business" y "If You".

### 2012: Debut y éxito comercial
El 6 de febrero de 2012, se lanzó el video teaser para la canción debut de Ailee, "Heaven", que fue escrita y producida por Wheesung. El 9 de febrero, Ailee lanzó la canción junto con su video musical en el que participa Gi Kwang de Beast. Un día después, ella realizó su presentación debut con "Heaven" en M! Countdown de Mnet y el 11 de febrero en Inkigayo de SBS. Apenas un mes después de su debut, ella recibió dos premios como "Canción del Mes" y como "Artista Nuevo del Mes" en The Cyworld Digital Music Awards. Este premio se basa en la lista musical de Cyworld y los ganadores son determinados por las ventas más altas del artista o grupo.
El 22 de febrero, Ailee junto a Hyolyn de Sistar y Jiyeon de T-ara lanzan la canción "Superstar" como parte de la banda sonora de Dream High 2.
En marzo, Ailee hizo su primera aparición en el programa Immortal Song 2 de KBS con la actuación de "Light and Shadow" de la cantante Patti Kim de 1967. Permaneció en el programa hasta agosto, cuando se anunció que lo dejaría temporalmente para centrarse en su próximo álbum, que estaba programado para ser lanzado en octubre. Ella realizó su presentación final el 6 de agosto y el episodio fue trasmitido el 1 de septiembre.
Ailee junto a Han Seok Joon fueron los presentadores del primer ABU Radio Song Festival 2012 que se celebró en el KBS Concert Hall en Seúl, el 11 de octubre de 2012.
El 16 de octubre, Ailee revela el video musical para "I Will Show You", que contó con la participación de G.O de MBLAQ. En adición al video, ella lanzó su miniálbum llamado Invitation que contiene 6 canciones. El 18 de octubre, Ailee realizó su presentación de "I Will Show You" en M! Countdown. 
Ailee asistió como invitada V.I.P. a la 55.ª edición de los Premios Grammy realizada el 10 de febrero de 2013 en Los Ángeles. Pasó por la alfombra roja acompañada de Tony Maserati quien fue nominado a "Mejor arreglo para álbum, no música clásica". Además Ailee apareció y actuó en Mnet América para un “Pre-Grammy Party”, donde recibió el “Mnet América Rising Star Award”.

### 2013-2014:A's Doll House,Debut japonés, "Singing Got Better" y "Magazine"
El 4 de julio de 2013, Ailee anunció que lanzaría su segundo miniálbum titulado A's Doll House a mediados del mismo mes. El primer sencillo del álbum "U&I", encabezó las listas musicales dentro de las 4 horas de liberación. La popularidad del álbum también fue alta cuando en casi todas las tiendas de Corea del Sur estaban agotados todos los álbumes en el primer día de lanzamiento.
El 14 de septiembre se anunció que Ailee lanzaría un sencillo digital, "Higher", junto al pianista Yiruma. El 16 de septiembre "Higher" fue lanzado en línea.
El 4 de agosto de 2013, se reveló que Ailee hará su debut japonés con "Heaven" a través de Warner Music Japan. Al día siguiente se lanzó un teaser mostrando el coro de la canción junto con una parte de ella y el día de lanzamiento del sencillo está programado para el 6 de noviembre. El video musical para "Heaven" fue lanzado el 21 de octubre a través de Youtube.
El 21 de octubre de 2013, Ailee realizó el show Ailee Japan Showcase Live-up!!! Next Vol. 2, que se llevó a cabo en el O-East Concert Hall, en Shibuya, Tokio. Donde cantó varios temas, incluyendo a "Heaven" en japonés.
El 16 de diciembre de 2013, la agencia de Ailee, YMC Entertainment, reveló que la cantante sacaría una nueva canción en enero del 2014, y donde se reunirá con su mentor Wheesung para producirla.
El 2 de enero de 2014, se liberó un teaser con un adelanto del video musical, donde se ve a Ailee salir de un edificio rodeada de guarda espaldas mientras ella recuerda una pelea con su pareja quien es interpretado por Lee Joon de MBLAQ. El video musical completo fue liberado el de enero y logró posicionarse como número 1 en los principales rankings digitales de Corea del Sur. 
Ailee fue elegida para cantar el tema oficial de la colección primavera/verano 2014 de “Kobe Collection” y “Tokyo Girls Collection” (Tokyo Runway) en Japón.
Ailee apareció en el episodio del 2 de febrero de Real Men para una presentación sorpresa en una fiesta de celebración para los soldados coreanos y estadounidenses, donde interpretó “Crazy in Love” de Beyonce y su propia canción "U&I".
En abril de 2014 se anunció que Ailee formará parte del programa de SBS llamado Rules of the City, que mostrará a los integrantes en diversas experiencias culturales, viajando a diferentes ciudades de todo el mundo.
El 15 de mayo de 2014, a través de Warner Music Japan, Ailee se une a Eric Benet en la canción “Almost Paradise“, originalmente de la banda sonora del clásico Footloose, cantado por Mike Reno y Ann Wilson. El sencillo fue lanzado en Corea del Sur el 16 de mayo.
El 28 de mayo de 2014, MBC Music lanza Ailee’s Vitamin, programa por el cual Ailee muestra parte de su vida diaria.
Ailee llevó a cabo un showcase para presentar su nuevo disco y su 3° miniálbum titulado "Magazine", el mismo 25 de septiembre en que será lanzado el disco. La canción nueva se titula Don’t touch me y su estilo es britpop. El disco cuenta con canciones compuestas y producidas por Kim Do Hoon, jakops y la mismísima Ailee.

### 2015-2016: "Fatal Attraction; primer concierto en solitario, Johnny y VIVID"
Tendrá su primer concierto en solitario tras 3 años desde su debut el día 4 de julio en el Gymnastics Stadium del parque olímpico de Seúl, según las páginas de tickets vendió más de la mitad de las entradas solamente en las primeras 48 h. Comentó que se cantarán 23 canciones, Ailee dijo que su concierto tiene hip hop y también conceptos sexys. 
De acuerdo a YMC Entertainment, Ailee realizará una actuación en el escenario con un poder y una pasión que no ha sido mostrada hasta ahora en sus retransmisiones televisivas. Después de tener la oportunidad de realizar su propio concierto tres años de su debut, Ailee dijo: “estoy feliz y emocionada por tener mi propio concierto en solitario, pero también estoy preocupada. Trabajaré duro para dar un encantador y significativo concierto”.
La cantante Ailee lanzó su nueva canción pop jazz titulado “Johnny” el 30 de junio, la cual forma parte del proyecto por el décimo aniversario de Brave Brothers. Aunque no fue revelado video musical para la canción, Ailee planea cantar “Johnny” en su concierto solista titulado “Fatal Attraction” el cual se realizará en el Olympic Park en Seúl el 4 de julio.
Ailee reveló un poco sobre lo que sus fanes podrán ver en su próxima presentación al publicar un video de baile para “Johnny”. La seductora coreografía combina bien con el sonido suave de la canción, además, la cantante y bailarinas complementan la coreografía al usar un abanico a lo larga de esta. 
Al mediodía KST del 30 de septiembre, Ailee lanzó su primer álbum completo “VIVID”. El video musical para “Your Own Business” el cual sufrió un pequeño retraso debido a la lesión en el pie de la artista, también fue revelado en YouTube el 30 de septiembre. “Mind Your Own Business” está acompañado por otras nueve canciones de varios géneros, incluyendo baladas rock, baladas, retro soul, pop y R&B.
Ailee realizará su primera presentación de comeback el 1 de octubre en “M!Coutndown” de Mnet. Ella ganó su primer trofeo para esta promoción el 7 de octubre de 2015 en Show Champion .
Ailee recibió el premio a la Mejor Voz Femenina por tercer año consecutivo en los Mnet Asian Music Awards 2015, por "Mind Your Own Business".
El 13 de julio de 2016, se confirmó que Ailee participaría como juez en Superstar K 2016 . 
El 23 de agosto de 2016, Ailee lanzó su sencillo "If You", que posteriormente encabezó la lista semanal de Gaon para descarga digital. 
El 5 de octubre de 2016, Ailee lanzó su EP A New Empire , junto con el video musical de "Home" que fue lanzado oficialmente en el canal oficial de YouTube de LOEN y YMC Entertainment. A New Empire alcanzó el puesto número 10 en la lista de álbumes de Gaon y en el número nueve en la lista de álbumes mundiales de Estados Unidos ( Billboard ). 
El 2 de diciembre de 2016, Ailee fue nuevamente galardonada con Mejor Interpretación Vocal en los Mnet Asian Music Awards 2016 , esta vez por "If You", una cuarta victoria consecutiva récord en la categoría. 

### 2017-2018: éxitos de banda sonora y giras de conciertos en solitario
El 7 de enero de 2017, Ailee lanzó su sencillo estadounidense debut "Fall Back" a través de WestSide Entertainment bajo el alias A.Leean.  También lanzó la balada " I Will Go to You Like the First Snow " (첫눈 처럼 너 에게 가겠다) el mismo día que la parte nueve de una serie compuesta de sencillos para la serie de televisión por cable de Corea del Sur Goblin .  El sencillo encabezó la lista digital de Gaon durante tres semanas consecutivas. El sencillo le valió a Ailee el premio a la mejor banda sonora en los Korea Cable TV Awards de 2017.  La banda sonora también ha recibido varios elogios, incluido el premio a la mejor banda sonora original en el Seúl International Drama Awards, Mnet Asian Music Awards, Melon Music Awards, Seoul Music Awards y Golden Disc Awards . 
Ailee busking en Myeongdong , julio de 2019
Anteriormente, Ailee celebró dos conciertos navideños en Seúl titulados Welcome Home en el Gran Palacio de la Paz de la Universidad Kyunghee del 24 al 25 de diciembre de 2016.  Debido al éxito de los conciertos, se anunció que Ailee realizaría su primera gira nacional, titulado Welcome Home Tour, que comenzó en Daegu el 1 de abril de 2017. El 25 de junio de 2017 en el Ayuntamiento del Centro Internacional de Convenciones de Taipéi, Ailee celebró su primer concierto en solitario en Taiwán titulado Ailee - Hello Taipei 2017. El 18 y 19 de noviembre, Ailee celebró dos conciertos en el Teatro Pechanga enCalifornia, vendiendo un total de 2600 boletos combinados. 
El 18 de marzo de 2018, Ailee interpretó "I Will Show You" en la ceremonia de clausura de los Juegos Paralímpicos de Invierno 2018 en el Estadio Olímpico de Pieonchang.  El 14 de septiembre de 2018, Ailee fue elegida como miembro de la delegación cultural de Corea del Sur, junto con otros artistas surcoreanos seleccionados, para la tercera cumbre intercoreana en Pionyang, Corea del Norte, donde interpretó su OST "I Will Ve a Te gusta la primera nieve ".  El 23 de noviembre de 2018, Ailee anunció su segunda gira nacional, titulada I Am: Ailee .

### 2019-presente: Butterfly, gira continua,I'm,Lovin,AmyyI'm Lovin' Amy
Ailee lanzó su segundo álbum de estudio, titulado Butterfly , el 2 de julio de 2019, con el sencillo principal "Room Shaker".  El 10 de septiembre de 2019, Ailee anunció en Instagram que comenzó una nueva compañía llamada "Rocket3 Entertainment" después de haber firmado con YMC Entertainment durante ocho años. 
El 13 de diciembre de 2019, Ailee lanzó su primer sencillo en inglés bajo el sello estadounidense Sun and Sky Records. El sencillo, titulado "Sweater", fue aclamado como "una balada desgarradora pero relajante" por Billboard . 
Ailee lanzó su quinta obra extendida titulada I'm el 6 de octubre de 2020, con el sencillo principal "When We Were In Love".  El video musical fue lanzado el 12 de octubre de 2020 y fue dirigido por Will Kim. [ cita requerida ] El 8 de noviembre de 2020, Ailee lanzó "Blue Bird", un OST que sería la parte nueve de los sencillos del drama surcoreano Start-Up. 
El 7 de mayo de 2021, Ailee lanzó su sexta obra extendida titulada Lovin' , antes del lanzamiento de su tercer álbum de estudio. La obra ampliada incluye dos sencillos principales, "Make Up Your Mind" y "Spring Flowers". 
El 22 de julio de 2021, Ailee se unió al nuevo sello The L1ve como su primer artista oficial. 
El 14 de octubre de 2021, se anunció que Ailee lanzará su tercer álbum de estudio Amy el 27 de octubre
El 11 de diciembre de 2021 THE L1VE hizo oficial el Single Solo Christmas junto a Whee In de MAMAMOO, siendo este una de las colaboraciones más esperadas por los aficionados de ambas artistas.
Para el 7 de marzo del 2022 Ailee estrenó su álbum I'M LOVIN' AMY que consta de versiones totalmente en Inglés de la trilogía, y una canción especial.
El 29 de julio, THE L1VE anunció su salida del sello. Más tarde, Ailee firmó contrato con A2Z Entertainment. El 3 de noviembre de 2022, A2Z Entertainment anunció que el 'Concierto de la gira nacional de Ailee 2022 'One Step More', programado para los días 5 y 6, se pospuso para el 28 y 29 de enero de 2023, tras la estampida de Halloween de Seúl. El 1 de septiembre de 2023, Ailee lanzó su sencillo "I'll Hold You".

## Discografía
Más Información: Discografía de Ailee

### Coreano
Álbum
- 2015: VIVID

Miniálbum
- 2012: Invitation
- 2013: A's Doll House
- 2014: Magazine

Sencillo Digital
- 2012: "My Grown Up Christmas List (Christmas Wish)"
- 2013: "Higher (feat Yiruma)"
- 2014: "Singing Got Better"
- 2014: "I'm In Love (feat 2LSON)"
- 2015: "Johnny"

### Japonés
Sencillos
- 2013: "Heaven"
- 2013: "Heaven (Japan Ver.)"
- 2013: "Starlight"
- 2014: "U&I"
- 2014: "Ladies Night"
- 2014: "Suki"
- 2015: "Cover de Sakura"

## Filmografía

### Programas de variedades
| Año                    | Programa                                   | Rol                                                   | Canal       |
| ---------------------- | ------------------------------------------ | ----------------------------------------------------- | ----------- |
| 2012 - 2014            | Immortal Song 2                            | Concursante                                           | KBS 2TV     |
| 2012                   | Dream High 2                               | Ailee (personaje de ficción)                          | KBS         |
| 2012                   | You & I                                    | Ella misma                                            | SBS         |
| 2012                   | ABU Radio Song Festival 2012               | Presentadora                                          | KBS         |
| 2013                   | Escape Crisis No.1                         | Invitada                                              | KBS         |
| 2013                   | Weekly Idol                                | Invitada, Ep. 76                                      | MBC Every 1 |
| 2014                   | MBC Music Ailee's Vitamin                  | Ella Misma                                            | MBC         |
| 2014                   | Rules of the City                          | Ella misma                                            | SBS         |
| 2014                   | Running Man                                | Invitada, Ep. 211 - 212                               | MBC         |
| 2014                   | Tray Song Relay                            | Invitada                                              | KBS 2TV     |
| 2014                   | One Fine Day                               | Junto a Amber de F(x)                                 | MBC         |
| 2015                   | I Can See Your Voice                       | Invitada, Ep. #11                                     | Mnet        |
| 2015                   | Yu Huiyeol's Sketchbook                    | Invitada, Ep. 264                                     | KBS 2TV     |
| 2015                   | King of Mask Singer                        | concursó como "High Frequency Pair Feelers" (ep. 7-8) | MBC         |
| 2012, 2013, 2014, 2017 | Hello Counselor                            | Invitada, 77, 110, 158, 192, 335                      | KBS2        |
| 2019                   | Vocal Play Season 2: Campus Music Olympiad | Jueza                                                 | [ 17 ]      |
| 2020                   | Running Man                                | Invitada - Ep.522                                     | SBS         |

### Publicidad
- 2012: Touch In Sol
- 2013: Kyochon Chicken (pollerías), junto a Super Junior
- 2013: Philippines Tourism Endorsement
- 2013: Cherish Furniture Endorsement
- 2013: KTX Korail, junto a Shin Bora
- 2014: Oran-C (bebida carbonatada)[19]

## Premios y nominaciones
| Año  | Premiación                   | Categoría                         | Trabajo Nominado             | Resultado |
| ---- | ---------------------------- | --------------------------------- | ---------------------------- | --------- |
| 2012 | Asia Song Festival           | Premio Nuevo Artista              |                              | Ganó      |
| 2012 | Cyworld Digital Music Awards | Artista Nuevo del Mes (febrero)   | "Heaven"                     | Ganó      |
| 2012 | Cyworld Digital Music Awards | Canción del Mes (febrero)         | "Heaven"                     | Ganó      |
| 2012 | Mnet Asian Music Awards      | Mejor Nueva Artista Femenina      | "Heaven"                     | Ganó      |
| 2012 | So-Loved Awards              | Mejor Novato Femenina             | "Heaven"                     | Ganó      |
| 2012 | MelOn Music Awards           | Mejor Nueva Artista               |                              | Ganó      |
| 2012 | Soompi Gayo Awards           | 50 Mejores Canciones - #3         | "보여줄게 (I Will Show You)" | Ganó      |
| 2012 | Soompi Gayo Awards           | Mejores Nuevos Artistas - Oro     |                              | Ganó      |
| 2013 | Golden Disk Awards           | Mejor Nueva Artista               | "Heaven"                     | Ganó      |
| 2013 | Seoul Music Awards           | Mejor Nuevo Artista               | "Heaven"                     | Ganó      |
| 2013 | Allkpop Awards               | Mejor Solista Femenina            |                              | Ganó      |
| 2013 | Gaon Chart K-Pop Awards      | Nueva Solista Femenina del Año    |                              | Ganó      |
| 2013 | 5th MelOn Music Awards       | Bonsang                           | "U&I"                        | Ganó      |
| 2013 | Mnet Asian Music Awards      | Mejor Presentación Vocal Femenina | "U&I"                        | Ganó      |
| 2014 | 28th Golden Disk Awards      | Bonsang                           | "U&I"                        | Ganó      |
| 2014 | Soompi Music Awards          | Mejor artista femenina            | "U&I"                        | Ganó      |

### Premios en Programas Musicales
Music Bank
| Año  | Fecha           | Canción         |
| ---- | --------------- | --------------- |
| 2012 | 23 de noviembre | I Will Show You |
| 2013 | 26 de julio     | U&I             |
| 2013 | 2 de agosto     | U&I             |
| 2014 | 10 de octubre   | Don't Touch Me  |

Show Champion
| Año  | Fecha       | Canción            |
| ---- | ----------- | ------------------ |
| 2013 | 24 de julio | U&I                |
| 2014 | 15 de enero | Singing Got Better |

Inkigayo
| Año  | Fecha        | Canción        |
| ---- | ------------ | -------------- |
| 2014 | 5 de octubre | Don't Touch Me |

M! Countdown
| Año  | Fecha        | Canción        |
| ---- | ------------ | -------------- |
| 2014 | 9 de octubre | Don't Touch Me |